# 모르페우스

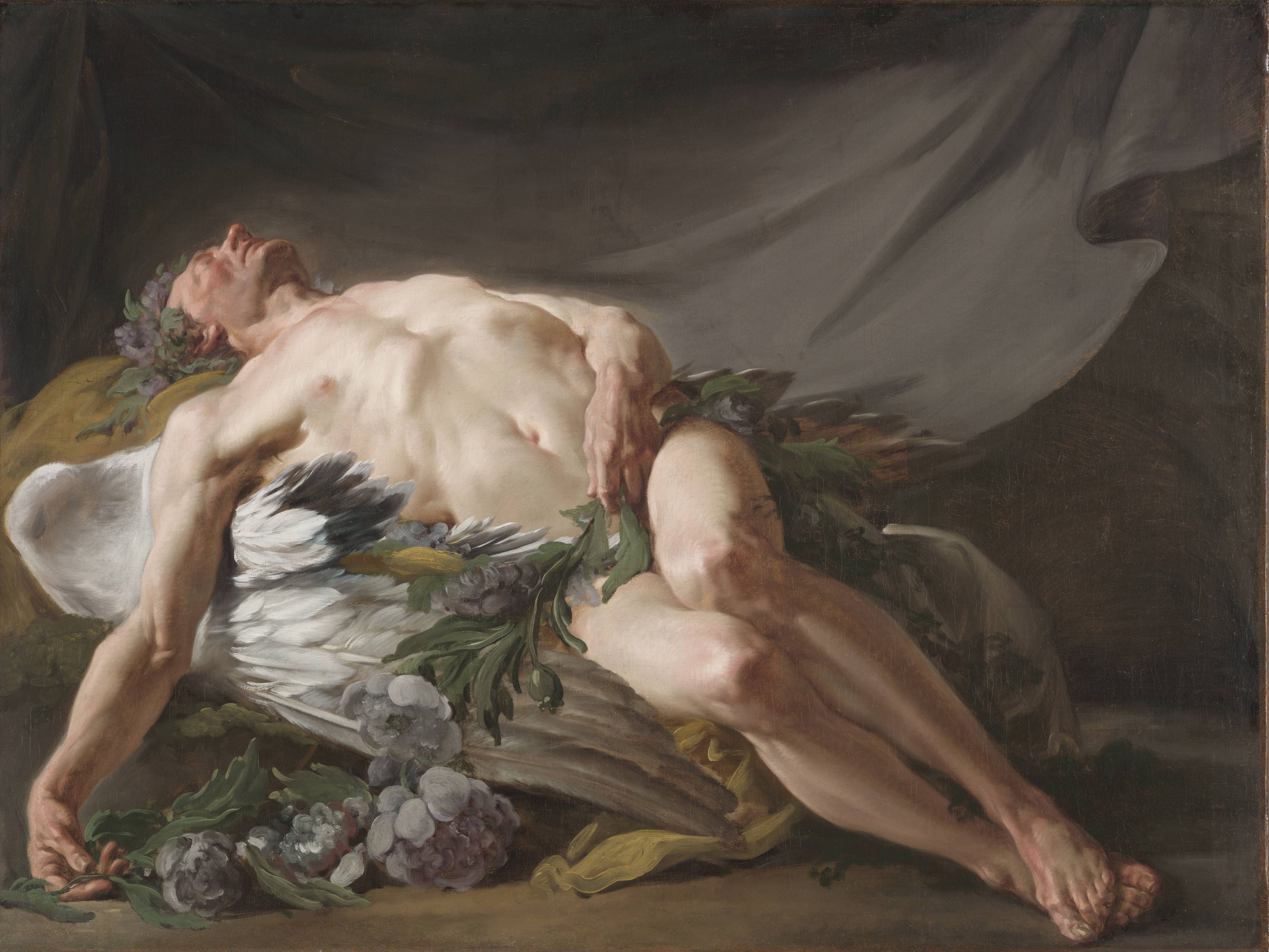
장 베르나르 레스투의 그림.

모르페우스(영어: Morpheus)는 오비디우스의 변신 이야기에 등장하는 꿈의 그리스신이다.

## 신화
로마의 시인 오비디우스는 자신의 변신 이야기에서 모르페우스는 히프노스의 아들이라고 주장하며 그에게는 1천 명의 형제자매가 있는데 그들 중 모르페우스, 포베토르, 판타소스가 가장 눈에 띄는 인물들이라고 이야기하였다.

## 사진

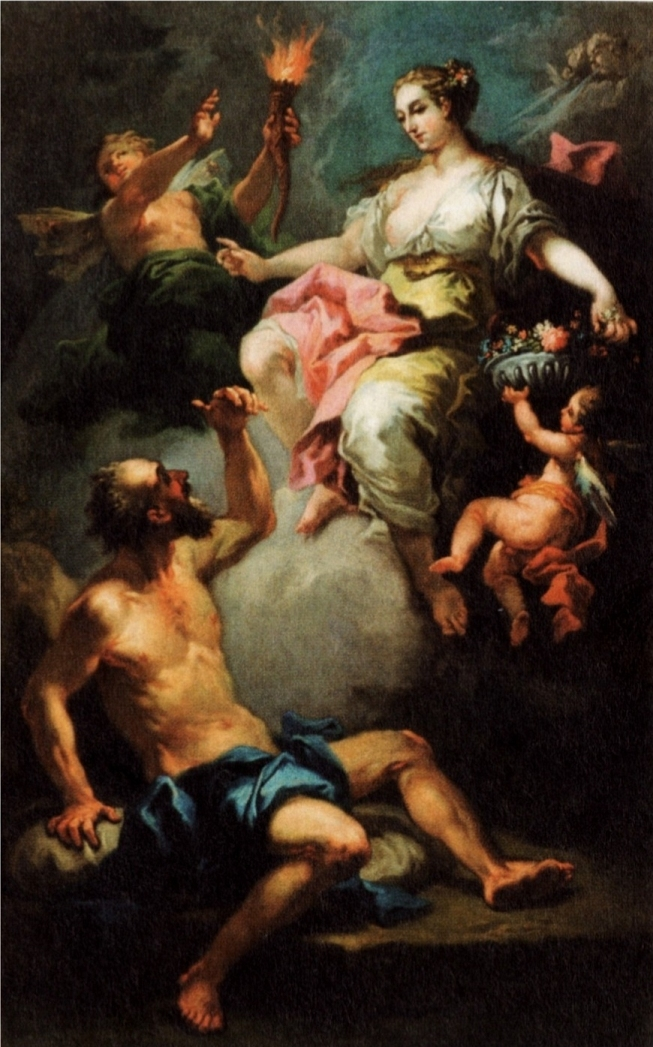
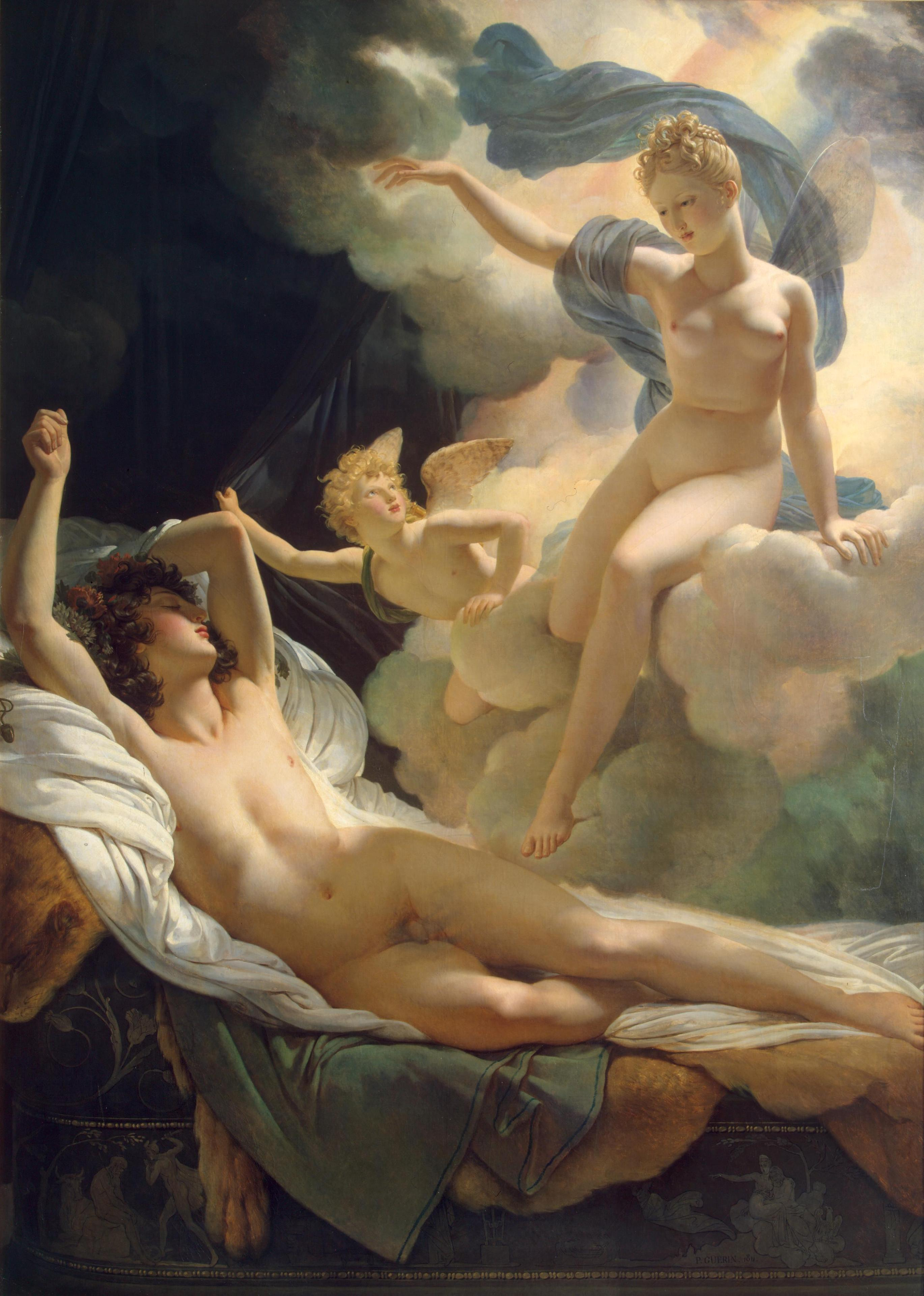
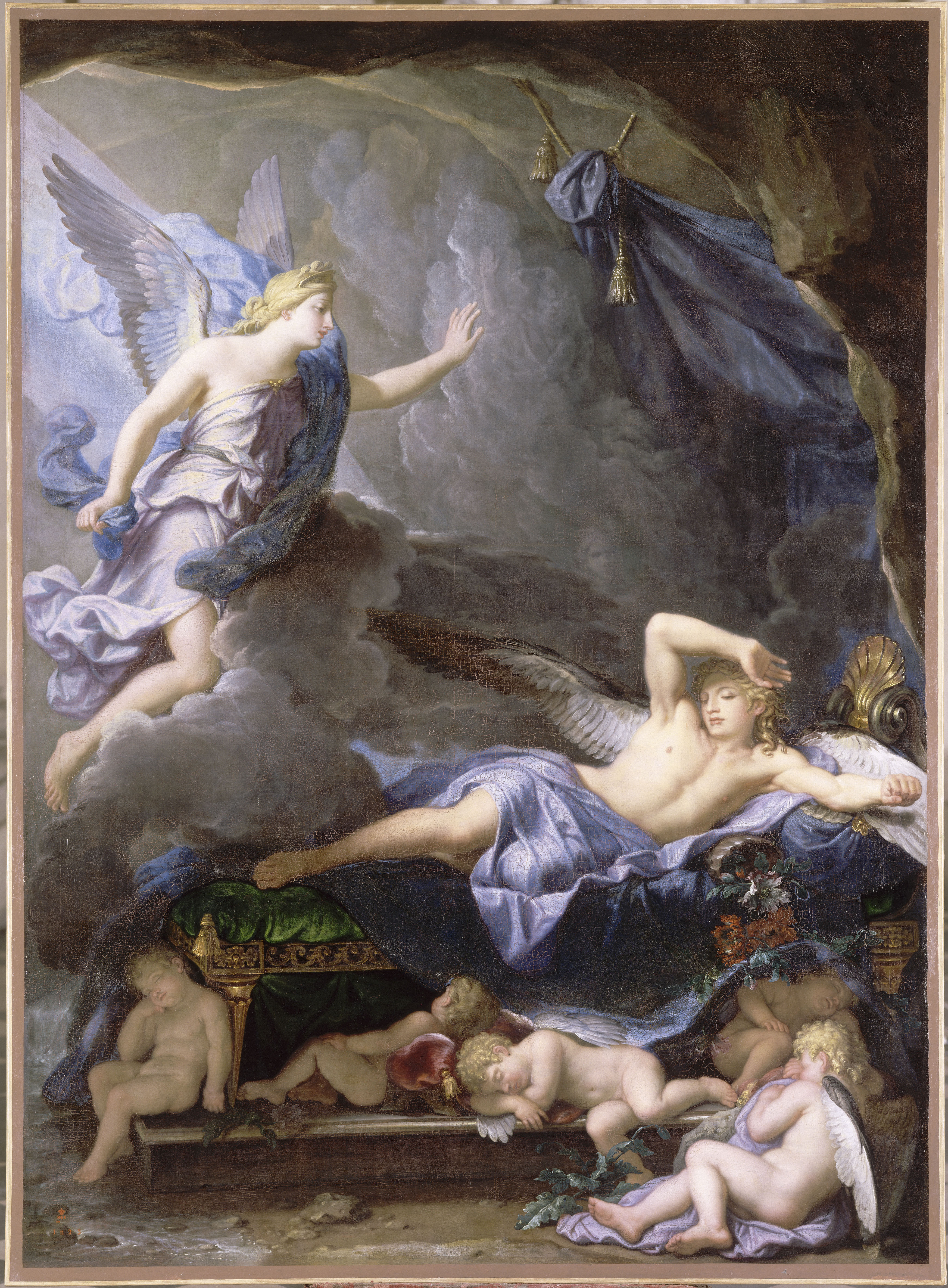
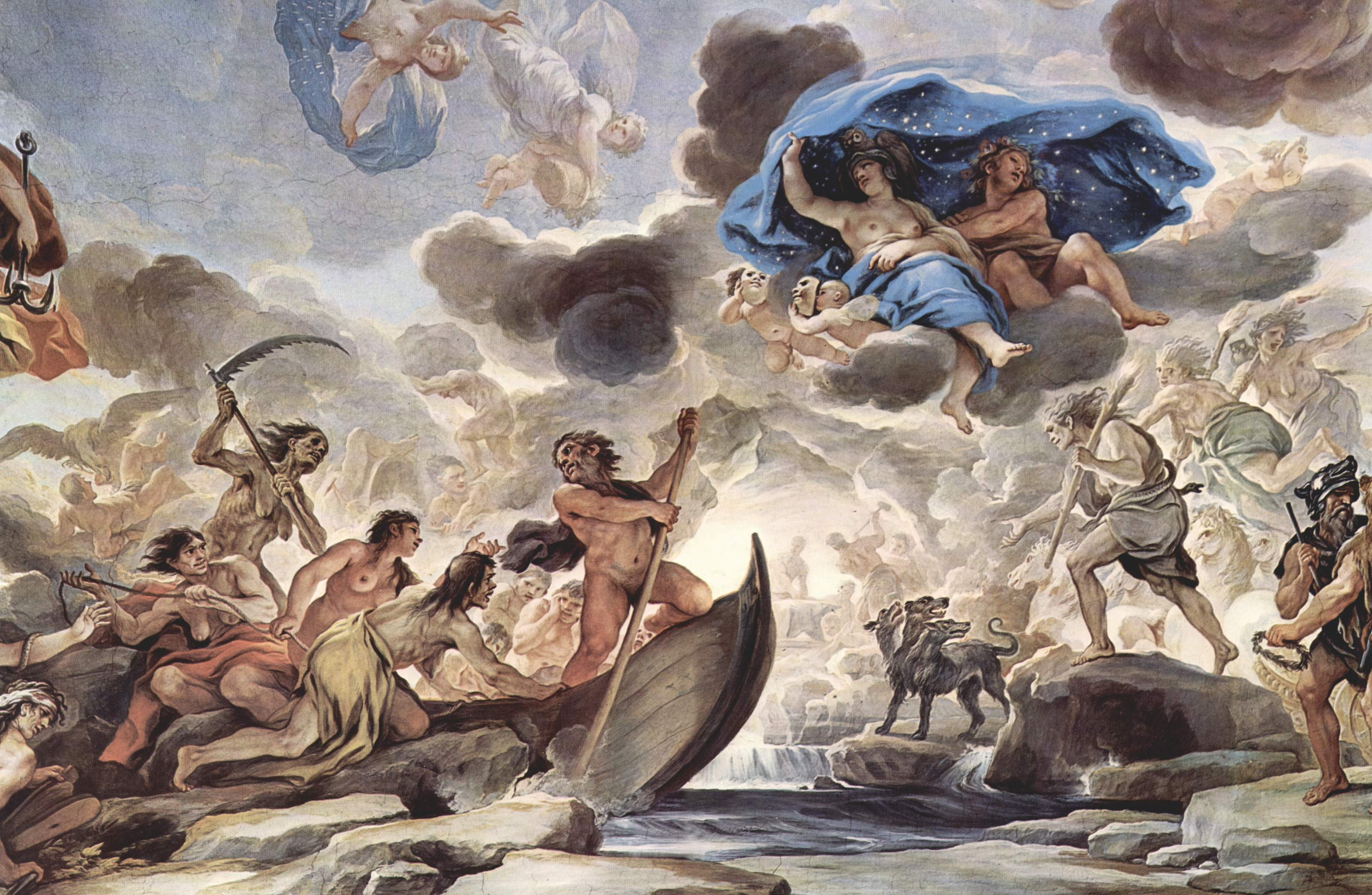
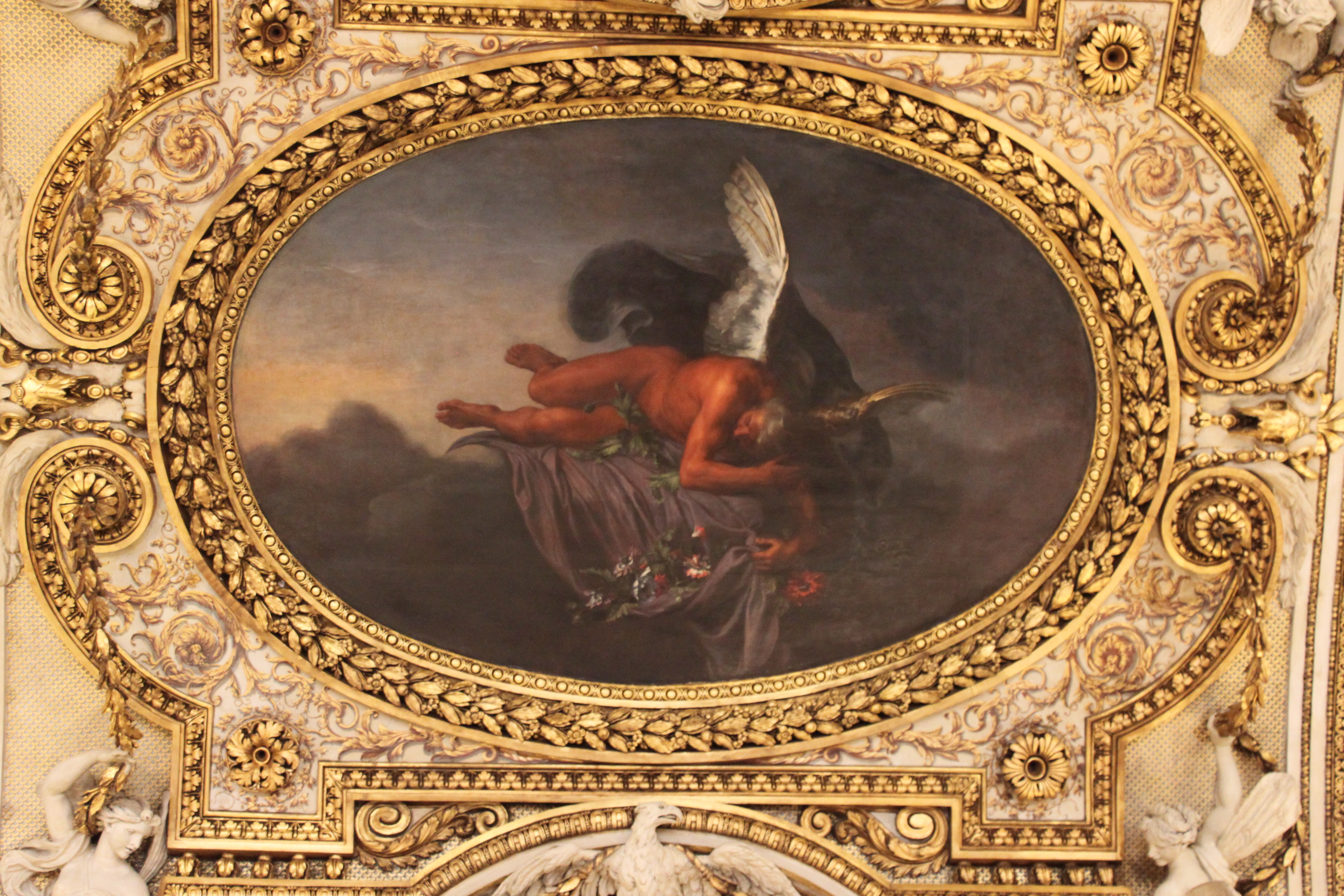
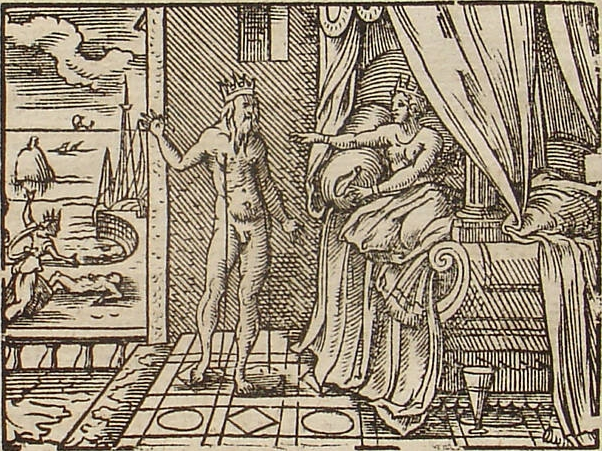
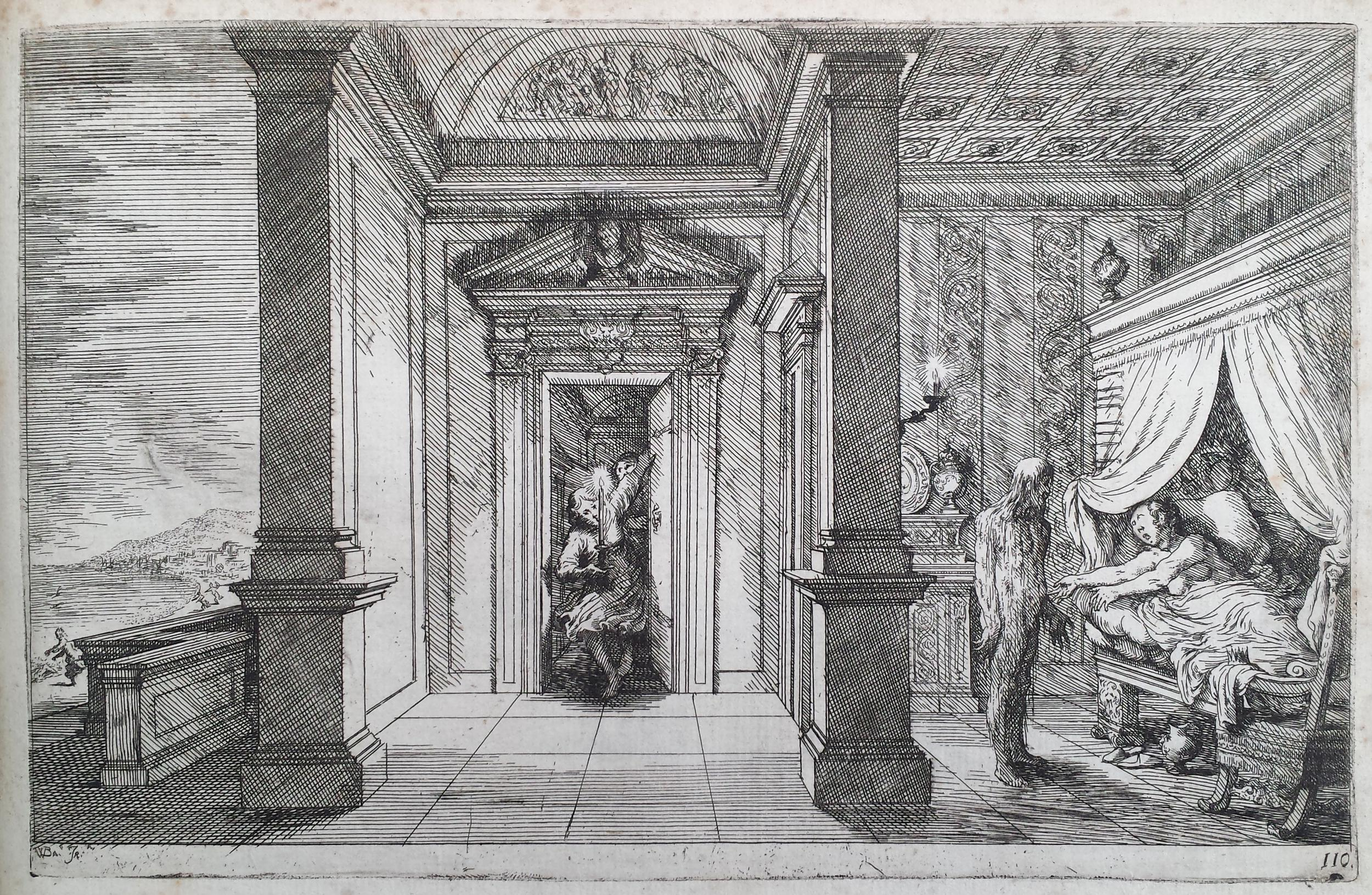

## 참고 문헌
- Ovid, Metamorphoses, Brookes More. Boston. Cornhill Publishing Co. 1922. Online version at the Perseus Digital Library.

## 같이 보기
- 오네이로이